# Дианов, Родион Георгиевич
Родио́н Гео́ргиевич Диа́нов — советский хозяйственный, государственный и политический деятель.

## Биография
Родился в 1907 году в селе Марьевка. Член КПСС с 1932 года.
С 1921 года — на хозяйственной, общественной и политической работе. В 1921—1962 гг. — землекоп, плотник, столяр и кровельщик в Ростове-на-Дону, формовщик литейного цеха ковкого чугуна, мастер формовки на конвейере, начальник цеха серого чугуна «Ростсельмаша», председатель исполкома Ростовского городского Совета депутатов трудящихся (1938—1939), слушатель Московской промакадемии, секретарь парткома завода и одновременно заместитель начальника литейного цеха «Чирчиксельмаша», начальник цеха серого чугуна «Ростсельмаша».
Избирался депутатом Верховного Совета РСФСР 1-го созыва.
Умер после 1975 года.